# 무가 (일본사)
무가(武家 부케[*])는 일본사에서 군사를 관할하는 관직을 가진 가문의 총칭이다. 에도 시대에는 무가관위를 가진 가문을 말한다. 현대에는 넓은 의미로 무사 일반을 가리키기도 한다.

## 가마쿠라 시대
가마쿠라 시대 초기 조정은 가마쿠라 막부 및 가마쿠라 쇼군가 또는 가마쿠라 쇼군 개인에게 관위를 부여하여 '무가' 혹은 '관동'이라고 불렀으나, 죠큐의 난을 거쳐 막부가 조정을 감시하기 위해 야마시로국에 로쿠하라 탄다이를 두고, '무가'라는 단어는 로쿠하라 탄다이를 가리키고 막부는 '관동'으로만 불리게 된다.
그러나 유력 고케닌에게도 벼슬이 주어지면서 이들도 무가로 불리게 되었다. 일반 서민들 사이에서는 막부 및 막부 기관ㆍ막부 권력을 '무가'라고 부르는 일도 정착되어 갔다.

## 무로마치 시대
무로마치 시대에는 무로마치 막부 및 아시카가 쇼군가 또는 아시카가 쇼군 (쇼군 후보)이나 유력 다이묘가 무가로 여겨졌다.

## 에도 시대

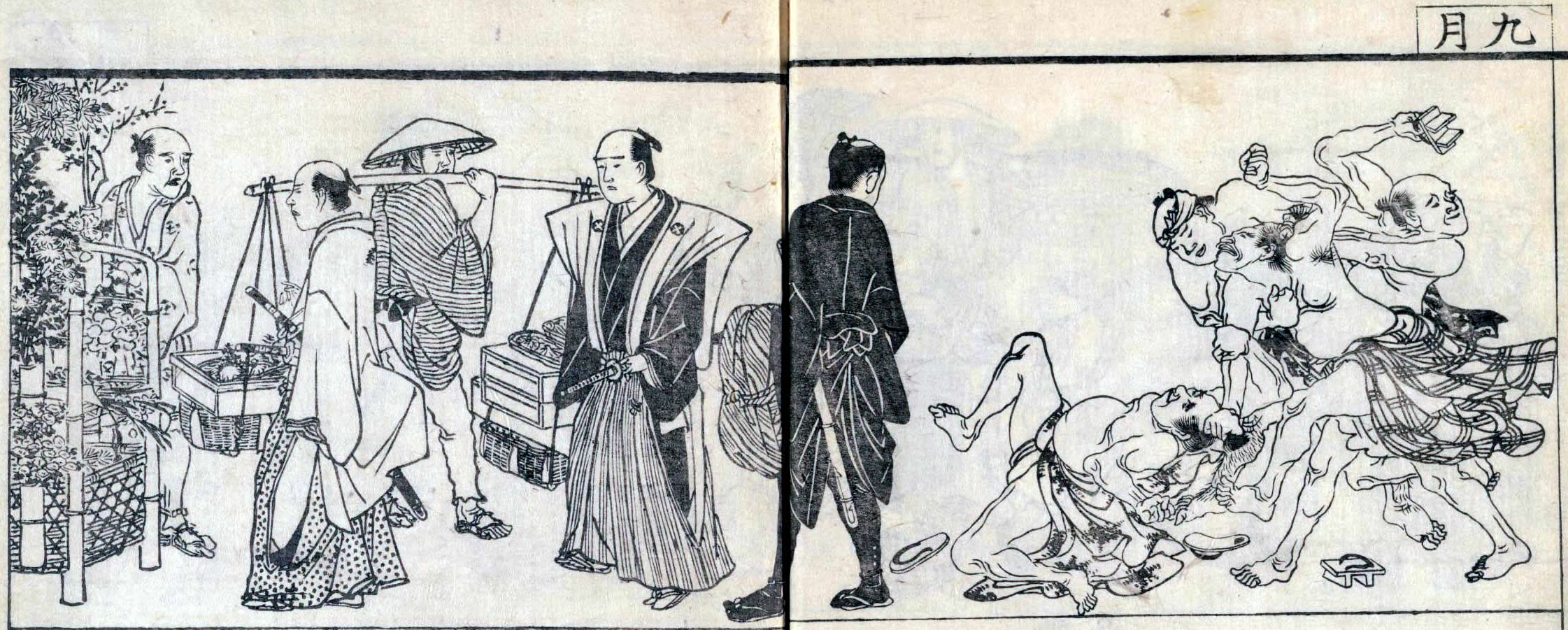
마을을 걷고 있는 무사들 (『사시교가』 에서)

에도 시대에는 여러 다이묘와 상층 무사 (하타모토)에게도 벼슬 (종5위하 이상)이 주어지게 되어, 이들도 무가로 불리게 되었다. 사분의 사무라이나 카치 또는 졸 (아시가루여도)에 관계없이, 경칭을 붙혀 "오부케사마 (御武家さま)"라고 불렸다. 에도 막부는 법령 '무가제법도'를 정해 무가를 통제했다.

## 무가의 관위
에도 시대의 다이묘 이하의 무가의 관직은 정원 외의 관으로 되어, 같은 관직명이라도 종래의 공가의 관직, 정원 수와는 관계 없는 별개의 것으로 취급되고 있어 등급을 매기기 위한 형식적인 호칭의 의미가 강하다 (자세한 것은 무가의 관위 참조). 무가의 관직 등급은 다이묘 등급에 따라 명확하게 정해져있어, 에도 막부 막번 체제의 권위ㆍ질서를 지키기 위해 이용되었다.